# NGC 1847
| NGC 1847                                                | NGC 1847                         |
| ------------------------------------------------------- | -------------------------------- |
| Aufnahme des Hubble-Weltraumteleskops                   |                                  |
| Aufnahme des Hubble-Weltraumteleskops                   |                                  |
| Beobachtungsdaten Äquinoktium: J2000.0, Epoche: J2000.0 |                                  |
| Sternbild                                               | Dorado                           |
| Rektaszension                                           | 05h 07m 08,1s                    |
| Deklination                                             | −68° 58′ 17″                     |
| Erscheinungsbild                                        |                                  |
| Scheinbare Helligkeit (V-Band)                          | 12,5 mag                         |
| Winkelausdehnung                                        | 1′,8 × 1′,6                      |
| Physikalische Daten                                     |                                  |
| Zugehörigkeit                                           | Große Magellansche Wolke         |
| Geschichte                                              |                                  |
| Entdeckung                                              | John Herschel, 15. Dezember 1835 |
| Katalogeinträge                                         |                                  |
| ESO 56-SC66, h 2775, GC 1057                            |                                  |

NGC 1847 ist ein junger massereicher Sternhaufen im Balken der Großen Magellanschen Wolke im Sternbild Dorado. Er wurde am 15. Dezember 1835 von John Herschel mit einem 18,7-Zoll-Reflektor entdeckt.